# 挪威皇家科学与文学院
挪威皇家科学与文学院（挪威語：Det Kongelige Norske Videnskabers Selskab；DKNVS）是一家位于挪威特隆赫姆的学术团体。

## 历史
挪威皇家科学与文学院于1760年成立，名为Det Trondhiemske Selskab（特隆赫姆学会），创建者是尼达洛斯教区主教約翰·恩斯特·岡納魯斯、特隆赫姆教堂学校校长格哈德·舍宁和政府顾问皮特·弗雷德里克·苏姆。自1761年起出版学术论文丛书《文集》（Skrifter）。特隆赫姆学会是地球上最北方的学术团体，当时的挪威还没有高等学校。
1767年7月17日，特隆赫姆学会获得皇家许可，并于1788年1月29日国王克里斯蒂安七世生日这天被御赐为现名。1771年，实际掌控了丹麦-挪威王国大权的权臣约翰·弗里德里希·施特林泽召贡内鲁斯到哥本哈根，命其在挪威创建一所大学。贡内鲁斯没有提议在特隆赫姆创办大学，而是提议将校址选在邻近日德兰半岛的克里斯蒂安桑。如果这一提议被采纳，挪威皇家科学与文学院将迁至克里斯蒂安桑。这一计划没被采纳，施特林泽1772年下台，但是，据记载，之前他就否决了这一提议。（克里斯蒂安桑直到2007年才有第一所大学阿格德尔大学。）

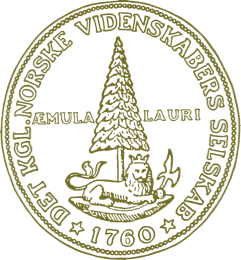
挪威皇家科学与文学院

挪威皇家科学与文学院一直挂靠在特隆赫姆教堂学校，1866年才独立出去。自1903年起，挪威皇家科学与文学院主要任务是管理博物馆。1926年，博物馆被分离出去，成为独立实体。同年，新刊物Det Kongelige Norske Videnskabers Selskab Forhandlinger创刊。1968年，博物馆被转交给特隆赫姆大学，即今天的挪威科技大学，1984年，挪威皇家科学与文学院获得了一些资产，通过挪威皇家科学与文学院基金会管理这些资产。
两卷挪威皇家科学与文学院历史在1960年写著完成。
挪威皇家科学与文学院250周年时候，新版挪威皇家科学与文学院历史出版。面向公众的篇幅缩减版历史在2010年出版
。

## 组织
挪威皇家科学与文学院理事会由7人组成，5男2女，日常管理由秘书长负责。理事会负责颁发贡内鲁斯奖 ， 该奖创办于1927年。
1815年前，国王任院长，最高等级的非皇室大臣任副院长。1820年前，副院长由牧师担任，之后，克里斯蒂安·克罗格担任这一职务。1815年后，国王为科学院保护人。现任保护人为哈拉尔五世。
挪威皇家科学与文学院分两个学部：文学和科学。2005年，有470名院士，其中有134名外籍院士。而1996年，有399名院士，其中有94名外籍院士。

## 颁奖
挪威皇家科学与文学院颁发年度青年科学家奖、年度科学奖和贡内鲁斯可持续发展奖。
挪威皇家科学与文学院年度青年科学家奖奖励挪威或在挪威研究机构工作的35岁以下的已经做出突出成就，表现出出众才能和独创性，工作勤奋的青年研究人员。
贡内鲁斯可持续发展奖自2012年开始颁发，两年颁发一次，奖励促进全球可持续发展的科学研究工作，奖金100万挪威克朗。